# 大成站 (庆尚南道)
大成站（：／ Daeseong yeok */?）曾为韩国铁路京釜线上的一个车站，位于上東站和密阳站之间，目前已废止。

## 历史
- 1945年6月16日：开始使用。

## 脚注
1. ↑  조선총독부 고시 제 378호(1945.06.16)